# Удом, Иван Фёдорович
Иван Фёдорович Удом (1768—1821), российский командир эпохи наполеоновских войн, генерал-майор.

## Биография
Иван Удом родился 29 октября 1768 в дворянской семье.
7 марта 1782 года поступил на воинскую службу в Преображенский лейб-гвардии полк в унтер-офицерском звании и с этим полком сражался в русско-шведской войне 1788—1790 г.г.
1 января 1789 года Удом перешёл в Углицкий 63-й пехотный полк в звании капитана и в составе полка принял участие во многих сражениях русско-турецкой войны 1787—1791 г.г.
В ноябре 1789 года Удому было присвоено звание майора и он был назначен в Гренадерский лейб-гвардии полк с которым в 1792 году сражался в войне с Речью Посполитой.
5 апреля 1801 года И. Ф. Удом был произведён во флигель-адъютанты, а 14 августа 1805 года получил погоны полковника.
Принимал участие в войнах третьей и четвёртой коалиций.
5 июля 1807 года награждён прусским орденом «Pour le Mérite».

За заслуги 1 декабря 1807 года Удом был награждён Орденом Святого Георгия 4-го класса № 813 
В воздаяние отличного мужества и храбрости, оказанных в сражении против французских войск 24 и 25 мая, в коих, исполняя должность бригад-майора, посылаем был главнокомандующим, генералом от кавалерии бароном Бенигсеном с приказаниями, которые исполнял несмотря на картечный и ружейный неприятельский огонь с особенною деятельностию и неустрашимостию, а равно и в сражении 25 числа явил отличную ревность при устроении дежурным генералом на правом фланге батарей.
12 декабря 1810 года получил должность шефа Кексгольмского мушкетерского полка, а 19 ноября 1811 года Удом произведён в командиры Литовского лейб-гвардии полка.
Сражался в Отечественную войну 1812 года и принял участие в заграничном походе русской армии.
После возвращения в Россию Удом стал командиром 1-й бригады 2-й гвардейской дивизии. 13 апреля 1819 года был переведён в Свиту Его Императорского Величества.
24 января 1821 года Удом получил последнее назначение на должность командира Семёновского лейб-гвардии полка.
Иван Фёдорович Удом умер 18 июня 1821 года в Санкт-Петербурге и был с почестями похоронен на Волковом лютеранском кладбище города.